# Villa Schmidt w Gdańsku
Villa Schmidt w Gdańsku – zabytkowa willa w Gdańsku. Mieści się w Brzeźnie przy ul. Krasickiego. Zbudowana została ok. 1898 na zlecenie żony komandora pilotów Schmidta. Po II wojnie światowej w willi mieścił się gabinet lekarski. Od 2004 widnieje w rejestrze zabytków.